# Полет 8303 на „Пакистан Интернешънъл Еърлайнс“
Полет 8303 на „Пакистан Интернешънъл Еърлайнс“ е редовен вътрешен пътнически полет от международното летище „Алама Икбал“, Лахор, до международното летище „Джина“, Карачи, Пакистан, управляван от „Пакистан Интернешънъл Еърлайнс“. На 22 май 2020 г. самолетът „Еърбъс А320-214“, който изпълнява полета, се приземява с твърде висока скорост „по корем“ почти по средата на пистата на летището в Карачи, което кара екипажът да прекрати кацането и моментално да премине на втори кръг. По време на втория заход и двата двигателя отказват поради повреди, получени при първото кацане, така самолетът губи въздушна скорост и се разбива в сгради. Умират 97 от 99-те души на борда и един по-късно на земята.
Разследването установява, че екипажът управлява неадекватно ресурсите си по отношение на безопасността, не спазва стандартните оперативни процедури, пренебрегва инструкциите на контрола на въздушното движение и продължава полета с неправилна траектория и нестабилизиран подход. Заради високата скорост и предупрежденията от системата за близост до земята първият пилот прибира колесниците твърде рано (заради преминаването на втори кръг), но не уведомява капитана за действията си. Поради тази причина двигателите се удрят в пистата и претърпяват сериозни повреди, засегнати са и електрическите генератори.
Министърът на авиацията на Пакистан разкрива, че 262 от 860-те пилоти в страната нямат автентични лицензи. Малко след това авиокомпанията отнема възможността на 150 от своите пилоти да летят заради фалшиви лицензи. На 30 юни на „Пакистан Интернешънъл Еърлайнс“ е забранено да лети до Европейския съюз, а по-късно до Обединеното кралство и САЩ. На 29 ноември 2024 г. забраната за достъп до летищата в Европейския съюз е отменена.